# 加藤博剛
加藤 博剛（かとう ひろたか 1985年8月12日 - ）は、日本の柔道家。身長174 cm。得意技は巴投、背負投、寝技。

## 人物
1985年8月12日、沖縄県石垣市出身。6歳まで沖縄・石垣島在住で、その後両親の仕事の関係で東京都世田谷区へ移る。
柔道は小学校4年次で始める。国士舘高等学校を経て国士舘大学体育学部に進学してから国内・国際大会に出場するようになる。大学時代は81kg級を主戦場にしていた。
2008年に大学を卒業し、千葉県警察本部に奉職。同年の全日本柔道選手権大会に初出場を果たしたが、3回戦で神奈川県警の庄司武男に敗れた。また、嘉納杯柔道ワールドグランプリ81kg級で決勝に進出、決勝戦では塘内将彦に敗れたが2位の好成績を残した。
また2010年に階級を90kg級に上げると、2011年の全日本選抜柔道体重別選手権大会で小野卓志から一本勝ちを収め、2位となるなど成績も向上するようになった。
2012年4月29日の全日本柔道選手権大会では兄の加藤博仁と共に出場し、重量級選手を相手に奮闘、初戦となった2回戦で兵庫県警の長尾翔太に巴投で一本、3回戦では岡山県警の香川義篤に肩車で一本、準々決勝で警視庁の棟田康幸と旗判定までもつれるも3-0の判定勝ち、準決勝は高校と大学の後輩の旭化成の百瀬優を巴投げの技ありで破ると、決勝では自分より身長で19cm、体重では45kg差であるJRAの石井竜太を隅落で破って1972年の関根忍以来、重量級以外の選手で40年ぶりの日本一を獲得した。
続く5月の体重別では初戦で了徳寺学園の小野卓志を合技、準決勝で筑波大学の西山大希を小内巻込、決勝では高校と大学の同期だった西山将士を技ありと、この階級のオリンピック代表候補を悉く破って初優勝を果たした。しかしながら、世界ランキングの関係上ロンドンオリンピック代表に選出されなかった。また、オリンピック代表争いをしていた西山大希、小野卓志の両者の夢を打ち砕いた格好となった。
続いて2009年以来約3年ぶり、90kg級になってからは初の国際大会となるグランドスラム・モスクワに出場したものの、初戦でウズベキスタンのディルショド・チョリエフに隅落で一本負けを喫した。9月のワールドカップ・タシュケントでは決勝で旭化成の吉田優也に体落で一本負けして2位だった。11月の講道館杯ではオール一本勝ちで初優勝を飾った。
2013年の全日本柔道選手権大会では3回戦で新潟綜合警備保障の今井敏博に終了1秒前の引込返で技ありを取られて、2連覇はならなかった。体重別では決勝で吉田に反則勝ちして優勝を飾ったものの、国際大会での実績が乏しいことから世界選手権代表には選出されなかった。11月の講道館杯では2連覇を飾った。
2017年4月の体重別では決勝で日本大学4年の向翔一郎に指導2で敗れて2位だった。続く全日本選手権では準々決勝で百瀬を巴投げの有効で破るが、準決勝では東海大学4年のウルフ・アロンに巴投で有効を先取するも終了15秒前に逆転の反則負けを喫して3位だった。
2018年4月の全日本柔道選手権大会では準決勝でJRAの原沢久喜にGSに入ってから内股で敗れて昨年に続いて3位だった。12月にはヨーロッパクラブ選手権にルーマニアのCSMブカレストクラブ代表で出場するも、チームは5位にとどまった。
2019年4月の全日本柔道選手権大会では3回戦で国士舘高校3年の斉藤立を後袈裟固、準々決勝でJRAの影浦心を開始早々の支釣込足、準決勝で東海大学4年の太田彪雅を巴投げでそれぞれ破るも、今大会7年ぶりとなった決勝では了徳寺学園職員のウルフに支釣込足の技ありで敗れて2位にとどまった。
2022年12月には現役引退を表明した。

## 戦績
81kg級での戦績
- 2003年 - インターハイ 団体戦 優勝
- 2003年 - 全日本ジュニア 3位
- 2004年 - 全日本ジュニア 優勝
- 2005年 - 学生優勝大会 優勝
- 2005年 - 学生体重別 3位
- 2006年 - 嘉納杯 優勝
- 2006年 - 学生優勝大会 優勝
- 2006年 - 講道館杯 3位
- 2007年 - 学生優勝大会 優勝
- 2007年 - 学生体重別 3位
- 2008年 - 選抜体重別 2位
- 2008年 - ロシア国際 3位
- 2008年 - スペイン国際 3位
- 2008年 - 東アジア選手権 3位
- 2008年 - 世界団体 5位
- 2008年 - 講道館杯 2位
- 2008年 - 嘉納杯 2位
- 2009年 - グランドスラム・パリ 5位
- 2009年 - グランプリ・ハンブルク 5位
- 2009年 - グランドスラム・モスクワ 5位

90kg級での戦績
- 2010年 - 講道館杯 3位
- 2011年 - 選抜体重別 2位
- 2011年 - 講道館杯 2位
- 2012年 - 全日本選手権 優勝
- 2012年 - 選抜体重別 優勝
- 2012年 - ワールドカップ・タシュケント 2位
- 2012年 - 講道館杯 優勝
- 2013年 - グランドスラム・パリ 3位
- 2013年 - 選抜体重別 優勝
- 2013年 - グランドスラム・モスクワ 3位
- 2013年 - 東アジア大会 優勝
- 2013年 - 講道館杯 優勝
- 2014年 - グランドスラム・パリ 7位
- 2016年 - 全日本選手権 5位
- 2016年 - 国体成年男子の部 3位
- 2016年 - 講道館杯 3位
- 2017年 - 体重別 2位
- 2017年 - 全日本選手権 3位
- 2018年 - 全日本選手権 3位
- 2018年 - 国体 優勝
- 2018年 - ヨーロッパクラブ選手権 5位
- 2019年 - 全日本選手権 2位
- 2019年 - 国体成年男子の部 2位

(出典、JudoInside.com)。